# Tempel van Vespasianus en Titus

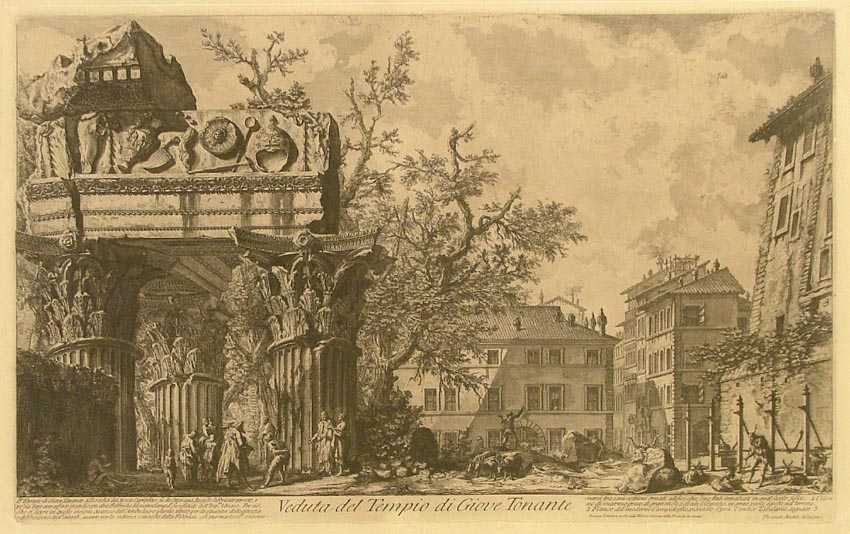
De drie zuilen in de 18e eeuw

De Tempel van Vespasianus en Titus (Latijn:Templum Vespasiani et Titi) was een tempel ter ere van de vergoddelijkte keizers Vespasianus en Titus op het Forum Romanum in het oude Rome.

## Geschiedenis
De tempel werd gebouwd in opdracht van Titus ter ere van zijn overleden en vergoddelijkte vader Vespasianus. Titus regeerde zelf echter maar een paar jaar, en na zijn dood in 81 werd het heiligdom voltooid door zijn broer Domitianus, die het vervolgens ook wijdde aan Titus. De tempel was de eerste belangrijke toevoeging aan het forum sinds de tijd van keizer Augustus.

## De tempel
Het was een prostyle tempel met een hexastyle portico (zes zuilen op een rij). De tempel was in de Korinthische orde. Het gebouw was 33 meter lang en 22 meter breed. De zuilen waren 1,57 meter breed en 13,2 meter hoog. Op de fundering stond het tempelgebouw, dat uit travertijn was gebouwd. De muren waren bekleed met verschillende soorten marmer uit de oostelijke provincies van het rijk. De tempel stond op een verhoogd podium, dat via een trap aan de voorzijde kon worden betreden. Doordat de tempel direct tegen de voet van de Capitolijn aan staat was de beschikbare ruimte beperkt. De cella had daarom een meer vierkante dan rechthoekige vorm, maar de tempel heeft niet zo'n afwijkende T-vorm gekregen als de Tempel van Concordia die er direct naast stond.

## Inscriptie
Op de architraaf stond een dubbele inscriptie. Hoewel hier nog maar een paar letters van zichtbaar zijn is de gehele tekst bekend, omdat een monnik deze beschreef in de 8e eeuw, toen de tempel nog intact was.
De bovenste regel beschreef de wijding aan Vespasianus, Titus werd hier echter niet vermeld. De onderste regel vermeldde restauraties door Septimius Severus en Caracalla aan het begin van de 3e eeuw.
Divo Vespasiano Augusto S[enatus] P[opulus] Q[ue] R[omanus]

Aan de vergoddelijkte Vespasianus Augustus, de Senaat en het volk van Rome.
Imp[eratores] Caess[ares] Severus et Antoninus Pii Felic[es] Augg[usti] restituer[unt]

De keizers Septimius Severus en Caracalla hebben dit gerestaureerd.

## Restanten
Aan het eind van de middeleeuwen raakte de tempel ernstig beschadigd. Paus Nicolaas V liet hem zelfs deels ombouwen tot een fort. In de renaissance werd veel van het overgebleven marmer en travertijn verwijderd om te worden hergebruikt bij de bouw van nieuwe kerken en paleizen. Ondertussen steeg het grondniveau op dit deel van het forum tot wel enkele meters boven het oorspronkelijke niveau uit de 1e eeuw. Op tekeningen uit de 18e eeuw steekt nog maar een klein deel van de drie zuilen boven de grond uit. De opgravingen begonnen aan het begin van de 19e eeuw, waarbij de tempel weer tot zijn fundering werd vrijgelegd.
Van de tempel is de betonnen fundering bewaard gebleven, samen met enkele fragmenten van de cella. De belangrijkste restanten zijn echter de drie zuilen van de pronaos die sinds de oudheid altijd overeind zijn blijven staan. Hierop staat nog een deel van het hoofdgestel, met op het fries afbeeldingen van heilige voorwerpen. Een ander deel van dit hoofdgestel is ook teruggevonden en wordt tentoongesteld in het Tabularium. Op de architraaf is nog een klein deel van de inscriptie leesbaar.

## Voetnoot
1. ↑  CIL 6.938

## Referentie
- L. Richardson, jr, A New Topographical Dictionary of Ancient Rome, Baltimore - London 1992. p. 412 ISBN 0801843006